# 勝保
勝保（1821年—1863年8月31日 ），字允克，号克齋、凱卿，蘇完瓜爾佳氏，滿洲鑲白旗人，清末重要将领。

## 簡介
勝保為道光二十年（1840年）舉人，授順天府教授，遷贊善，以乙榜任國子監祭酒，轉翰林，屢上疏言事，風采甚著。咸丰三年（1853年）任江北大營幫辦軍務大臣，截擊太平軍北伐，後便被授為欽差大臣，因攻高唐不下，遭革職，遣戍新疆。
咸丰六年（1856年）復授副都統銜，幫辦河南軍務，赴淮北鎮壓捻軍。八年，招降捻軍領袖李昭寿、苗沛霖。十年（1860年），因剿匪久無效，於是“降授光祿寺卿”，令其回京報到，不久後爆發第二次鸦片战争，朝廷速命勝保協助僧格林沁、瑞麟奔赴通州八里橋，戰敗，遭炮彈破片擊傷。翌年，升兵部侍郎。同年，支持東太后慈安、西太后慈禧、恭親王的辛酉政變立功，不久後赴山東收編宋景詩黑旗軍。
同治元年（1862年），苗沛霖捕獲太平天国英王陳玉成，同治二年（1863年）授欽差大臣，督辦陝西軍務，鎮壓回民，因作戰不力，接連戰敗，被譏諷為“敗保”，盖因“每战必败，每败必以胜闻。”
勝保本人專橫跋扈，自恃在辛酉政變有功，性豪奢，“每食必方丈，每餚必二器，食之甘，則曰以此賜文案某”，又通過黨護苗沛霖和宋景詩的勢力，擁寇自重，糜費軍餉無數，遭眾大臣彈劾，胡林翼、潘祖蔭、卞寶第、丁紹周、華祝三、多隆阿、英桂、趙樹吉、僧格林沁等皆上表，湖北巡撫嚴樹森參他“觀其平日奏章，不臣之心，已可概見。至其冒功侵餉、漁色害民，猶其餘事”，從而以爲“回捻癬疥之疾，粵寇亦不過肢體之患，惟勝保爲腹心大患。”李慈銘評道：“使在世宗、高宗之朝，自其入豫入皖之後，雖十勝保，已西市矣。”
自兩宮聽政以來，“尤注意倚湘軍”，甚至“官員非由兩楚出身不能遽膺優薦，將帥非與楚軍結納不能予以嘉名”，勝保與湘軍水火不容，多以招降變民之手段以壯大自己，與朝廷政策相違，恭親王知曉要害，要他抵陝後“日內切勿上言觸怒”，勝保仍我行我素，曰：“臣以客官辦西北軍務，協餉仰給於各省，又不能按數以濟，兵力不敷，又無從召募，以致事事竭蹶，難奏厥功。”後來宋景詩在陝西復叛，使得朝廷決定痛下殺機。同年十二月初四日，東太后與西太后密詔多隆阿率部前往陝西，將其押送回京，以“諱敗為勝，捏報戰功，挟制朝廷”等多條罪狀，次年七月被東太后賜死。

## 家人
- 始祖：都治拔
- 六世祖：和敏，骁骑校
- 五世祖：韩楚翰，郎中
- 高祖：福成额，头等侍卫
- 曾祖：刑部郎中，奉天锦州府知府傅赉（富赉）
- 祖：书兴，监察御史、给事中、和田帮办大臣
- 父：德通，湖北襄阳府通判
- 胞兄弟：定保（娶湖北巡抚青麟堂姐妹）、廉保、廉保
- 子：至少两人，萨英阿（或赛英阿）蓝翎侍卫，萨凌阿，师举人承玉（尚书託恩多女婿那穆齐礼次女之孙）。
- 女：至少一人
- 姻亲好友：姻亲是提督桂明兄弟桂龄（尚书託恩多孙）；胜保亲信有头等侍卫副都统衔祥恩（即和世泰兄弟吉伦泰之子、孝和睿皇后侄子）和道员戴鸾翔，在胜保手下多年。两人在同治初，皆因胜保犯事被革职抄家，发送军台效力，祥恩后交由金顺、左宗棠军营效力。（《大清穆宗毅(同治)皇帝實錄》：祥恩前經革職查抄發往軍臺效加惟伊母已故理藩院尚書吉倫泰年逾七十雙目失明止此一和子婦已故並無孫男孫如棲身無地度活蓁難可否將抄產少許藉資周濟等捂已革侍衛祥恩世受國恩不知謹慎當差力圖報效乃在勝保軍營任:肆行無忌甚。又有副都统祥恩为胜保收敛资财,道员戴鸾翔在胜保军营舞弊,均撤职交多隆阿严讯。）

## 腳註
1. ↑  《清史稿》卷四百零三 列傳一百九十
2. ↑  胡林翼讥评胜保，“其志欲统天下之人，其才不能统一人，其在皖中每战失败，每败必以捷闻。”见《胡文忠公全集》卷65, 页13.
3. ↑  《清史稿》：“勝保終欲養沛霖以自重，轉嫉湘軍，勢不相下。”
4. ↑  梁溪坐觀老人：《清代野記》卷下二《勝保事類記》
5. ↑  《淸穆宗實錄》卷七三：“姑念其從前剿辦髮、捻有年，尙有戰功足錄，勝保著從寬賜令自盡，卽派周祖培、綿森前往監視。”薛福成《庸盦笔记》：“誅殺陷城失地、臨陣逃脫的兩江總督何桂清，將驕蹇貪淫的勝保下獄賜死，賞給曾國藩、左宗棠、李鴻章爵位，皆出自慈安之意。”